# Liolaemus cristiani
Liolaemus cristiani — вид ігуаноподібних ящірок родини Liolaemidae. Ендемік Чилі.

## Поширення і екологія
Liolaemus cristiani відомі з типової місцевості, розташованої на горі Ель-Пейне в регіоні Мауле. Вони живуть серед скель, порослих чагарниками, зустрічаються на висоті від 2300 до 2460 м над рівнем моря. Є всеїдними і живородними. 